# Silene dieterlei
Silene dieterlei är en nejlikväxtart som beskrevs av D. Podlech. Silene dieterlei ingår i släktet glimmar, och familjen nejlikväxter. Inga underarter finns listade i Catalogue of Life.